# Podgorac (Boljevac)

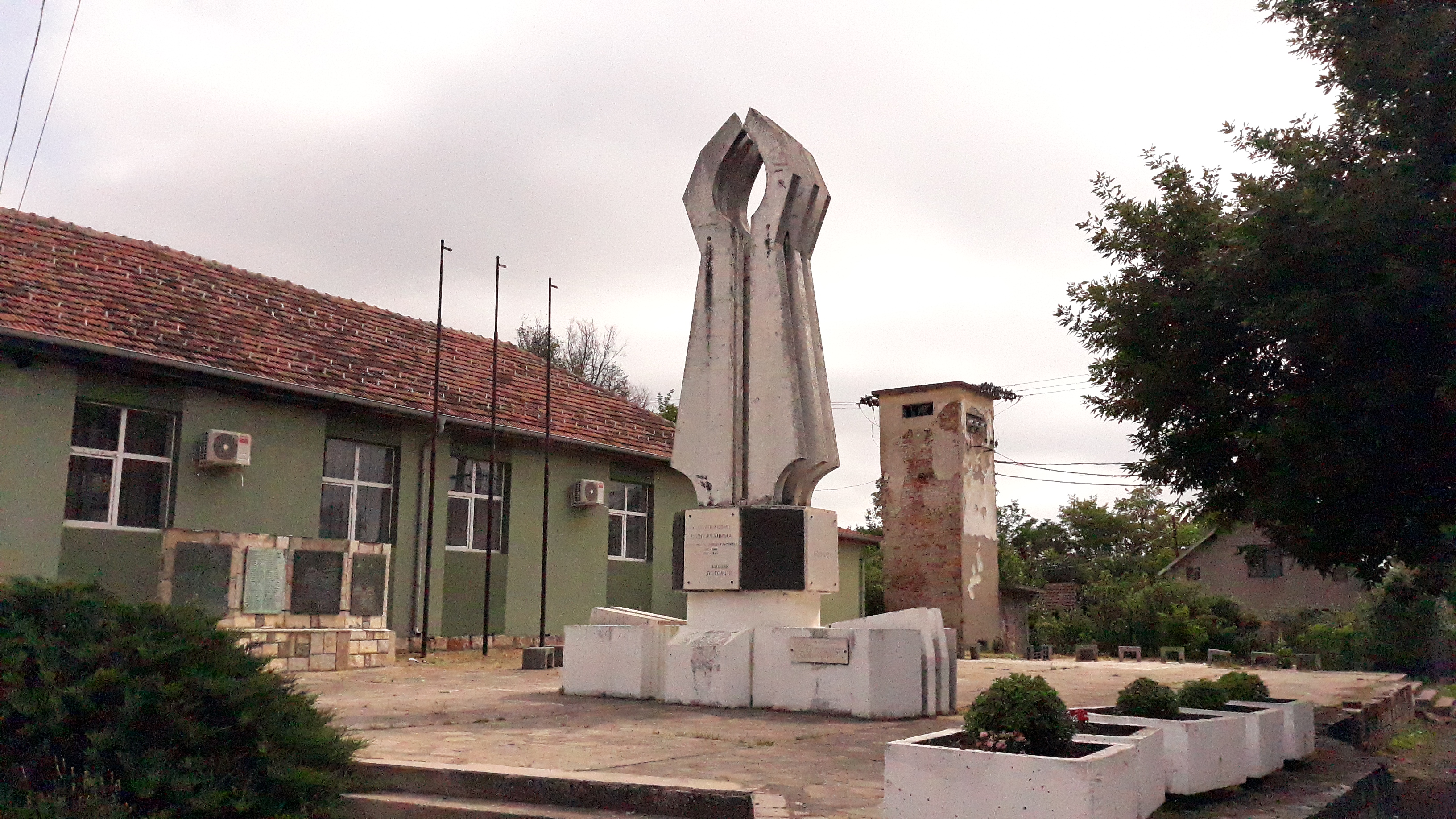
Imagem da localidade

Podgorac (em cirílico: Подгорац) é uma vila da Sérvia localizada no município de Boljevac, pertencente ao distrito de Zaječar, na região de Timočka Krajina. A sua população era de 1899 habitantes segundo o censo de 2011.

## Demografia
| 1948 | 1953 | 1961 | 1971 | 1981 | 1991 | 2002 | 2011 |
| ---- | ---- | ---- | ---- | ---- | ---- | ---- | ---- |
| 2893 | 2961 | 3255 | 2870 | 2772 | 2475 | 2218 | 1899 |